# Gauville-la-Campagne
Gauville-la-Campagne település Franciaországban, Eure megyében. Lakosainak száma 647 fő (2022. január 1.). Gauville-la-Campagne Aviron, Bernienville, Caugé, Claville, Évreux és Parville községekkel határos.

## Népesség
A település népességének változása:
| Lakosok száma | 194  | 431  | 544  | 514  | 509  | 546  | 578  | 606  | 620  | 647  |
|               | 1968 | 1982 | 1990 | 2006 | 2013 | 2015 | 2017 | 2019 | 2020 | 2022 |